# Glenea matangensis
Glenea matangensis är en skalbaggsart som beskrevs av Aurivillius 1911. Glenea matangensis ingår i släktet Glenea och familjen långhorningar.
Artens utbredningsområde är:
- Brunei.
- Sarawak.

Inga underarter finns listade i Catalogue of Life.